# Caroline Alexander (Radsportlerin)
Caroline Alexander (* 3. März 1968 in Barrow-in-Furness) ist eine ehemalige schottische Radrennfahrerin.

## Werdegang
Mit dem Radsport begann Alexander im Alter von 20 Jahren. Ihre Hauptdisziplin war der olympische Cross Country (XCO), daneben war sie aber auch im Cyclocross und auf der Straße aktiv.
Im Cross-Country wurde sie 1992 erstmals britische Meisterin, 1993 wurde sie Zweite der UEC-Mountainbike-Europameisterschaften. 1994 schaffte sie ihre erste Podiumsplatzierung im UCI-Mountainbike-Weltcup und beendete die Saison auf Platz 2 der Gesamtwertung. Den größten Erfolg ihrer Karriere feierte sie 1995, als sie Europameisterin im XCO wurde. In den Folgejahren erzielte sie immer wieder Podiumsplatzierungen im Weltcup, ihren einzigen Weltcup-Sieg erzielte sie in der Saison 1997 in St. Wendel. 2021 wurde sie noch einmal Zweite der Weltcup-Gesamtwertung.
Alexander war Teilnehmerin an den Olympischen Sommerspielen 1996 und 2000, 1996 beendete sie das Cross-Country-Rennen nicht, 2000 wurde sie Zwölfte. 1996 in Atlanta startete sie auch im Straßenrennen und belegte den 43. Platz.
Im Cyclocross wurde Alexander sechsmal in Folge britische Meisterin. Auf der Straße startete sie in den späten Jahren ihrer Karriere. Im Jahr 2000 gewann sie eine Etappe der Redlands Bicycle Classic und wurde Zweite der nationalen Meisterschaften im Straßenrennen.

## Ehrungen
2009 wurde Alexander in die British Cycling Hall of Fame aufgenommen.

## Erfolge
| 1992 - Britische Meisterin – XCO 1993 - Europameisterschaften – XCO - Britische Meisterin – XCO 1995 - Europameisterin – XCO 1997 - Britische Meisterin – XCO 1999 - Britische Meisterin – XCO 2000 - Europameisterschaften – XCO - Britische Meisterin – XCO 2001 - Britische Meisterin – XCO 2002 - Britische Meisterin – XCO | 1992/93 - Britische Meisterin 1993/94 - Britische Meisterin 1994/95 - Britische Meisterin 1995/96 - Britische Meisterin 1996/97 - Britische Meisterin 1997/98 - Britische Meisterin 2000 - eine Etappe Redlands Bicycle Classic |